# 哀悼基督 (米开朗琪罗)
《聖殤》（義大利語：Pietà），亦称圣母怜子像，是1497年米开朗基罗应法国樞機之邀创作的一座雕塑作品，它也是米開朗基羅的成名作。

## 描述
故事题材来自《圣经》，描绘了圣母玛利亚怀抱着被钉死的基督时悲痛万分的情形。基督躺在圣母双膝间，肋骨上一道伤痕，头向后垂，右臂搭在圣母右膝上，圣母的面容显得很年轻，穿着长袍和斗篷，左手向后伸开，右手托着基督。
米开朗基罗一反传统，将圣母刻画为一位少女，他说：“圣母玛利亚是纯洁、崇高的化身和神圣事物的象征，所以必然能够永远保持青春美丽的容颜。她那永恒的青春与高贵的形象，象征着人类追求美好事物的理想。”构图上采用了金字塔型，长袍既衬托了轮廓，又能够调和构图美与实际比例的冲突。雕像表面进行了细致打磨，平滑光亮。圣母胸前衣带上有米开朗基罗的署名，这是他唯一的一件署名作品。

## 遇袭
1972年5月21日，匈牙利男子托特·拉斯洛衝到雕像前大喊「我是耶穌基督！我复活了！」同時以手中的鑿子和鐵槌，猛力敲打作品，造成聖母左臂斷裂，以及眼鼻部位的嚴重損傷。
事後，緊急封閉現場仔細搜尋，找回了50餘塊大理石碎塊。其造成的損傷之大，修復團隊花了三年時間才大功告成。
為了避免再度遭人破壞，作品修复后現已被放置在一大片防彈玻璃後面，受到完善保護。